# No Doubt (album)
No Doubt è il primo album della band statunitense No Doubt, uscito nel 1992 e pubblicato da Interscope Records.

## Descrizione
L'album è stato pensato e registrato inizialmente come una pubblicazione indipendente, ma fu registrato nuovamente dopo che i No Doubt firmarono per la Interscope Records. Il disco è stato prodotto da Dito Godwin e registrato a Los Angeles. 
Il singolo Trapped in a Box fu pubblicato come produzione indipendente, dal momento che la casa discografica si rifiutò di finanziarne la pubblicazione come singolo.

## Tracce
1. BND – 0:45 (Eric Stefani, Tony Kanal)
2. Let's Get Back – 4:11 (Eric Stefani, Tony Kanal, Gwen Stefani, Tom Dumont)
3. Ache – 3:48 (Eric Stefani, Gwen Stefani)
4. Get on the Ball – 3:32 (Eric Stefani)
5. Move On – 3:55 (Eric Stefani, Tony Kanal, Gwen Stefani, Tom Dumont, Adrian Young)
6. Sad for Me – 1:59 (Eric Stefani, Gwen Stefani)
7. Doormat – 2:26 (Eric Stefani, Tony Kanal, Gwen Stefani)
8. Big City Train – 3:56 (Eric Stefani, Tony Kanal, Gwen Stefani, Tom Dumont)
9. Trapped in a Box – 3:24 (Eric Stefani, Tony Kanal, Gwen Stefani, Tom Dumont)
10. Sometimes – 4:29 (Eric Stefani, Tony Kanal, Gwen Stefani, Tom Dumont)
11. Sinking – 3:20 (Eric Stefani)
12. A Little Something Refreshing – 1:18 (Eric Stefani)
13. Paulina – 2:30 (Eric Stefani, Gabriel Gonzalez II, Chris Leal)
14. Brand New Day – 3:15 (Eric Stefani, Tony Kanal)

## Formazione
- Gwen Stefani – voce
- Eric Stefani – chitarra, tastiere
- Tom Dumont - chitarra
- Tony Kanal – basso
- Adrian Young – batteria, percussioni
- Eric Carpenter - sax
- Don Hammerstedt - tromba
- Alex Henderson - trombone